# 캐디

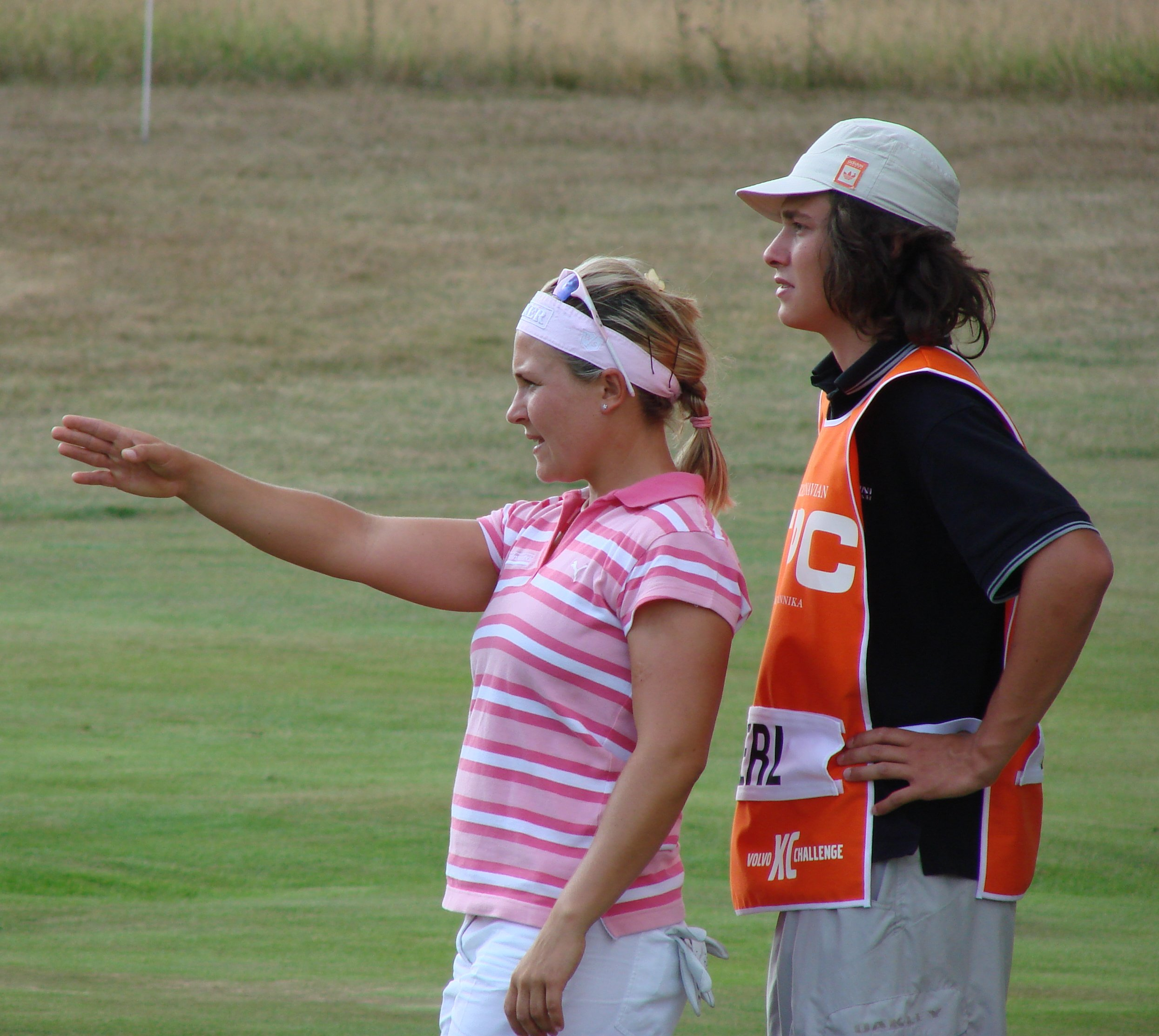

골프에서 캐디란 (영 표기 caddie 또는 caddy) 플레이어의 클럽이나 클럽을 메고, 플레이에 대한 통찰력 있는 조언과 원활한 플레이가 될 수 있도록 도움을 주는 사람을 말한다. 훌륭한 실력을 가진 캐디는 골프 코스 내 방해가 되는 장애물이나 조심 하여야 하는 부분에 대해 플레이어가 최선의 플레이를 할 수 있도록 전략을 제시 하기도 한다.  여기에는 코스 거리, 핀 위치와 클럽 선택 등이 있다. 보통 캐디는 프라이빗 클럽이나 리조트 소속은 아니며, "독립적 계약형태"로 골프 클럽 으로부터 어떠한 경제적 이득이나 혜택을 받지 않았으나, 종종 다수의 골프 클럽 또는 리조트에서는 특정 캐디 프로그램을 운영하며 혜택을 제공 하기도 한다.  한편 유럽에서는, 대부분의 골프 클럽에서 캐디 시스템을 운영하지 않으며, 아마추어의 경우 플레이어가 스스로 클럽 백을 메고 알맞은 클럽을 선택 한다.